# Araceli Peralta Flores
Araceli Peralta Flores (Xochimilco, Ciudad de México) es una investigadora, cronista, escritora y profesora mexicana.
Desde 1984, Peralta es investigadora en la Coordinación Nacional de Monumentos Históricos del Instituto Nacional de Antropología e Historia (INAH). Es licenciada en Historia y Maestra en Historia del Arte por la Universidad Nacional Autónoma de México (UNAM), y licenciada en Arqueología por la Escuela Nacional de Antropología e Historia (ENAH).
La primera vez que Peralta se acercó de manera formal a la historia de Xochimilco comenzó en 1990, cuando la entonces directora de Monumentos Históricos del Instituto Nacional de Antropología e Historia, la arquitecta Virgina Issak Basso, le encargó una investigación histórica sobre Xochimilco, como parte de los objetivos del Plan de Rescate Ecológico de Xochimilco, a partir de este momento Peralta comenzó a interesarse más por estudiar el rico patrimonio cultural de Xochimilco, de tal forma que, a lo largo de los años publicó diversos artículos sobre los valores patrimoniales de Xochimilco.
Peralta ha realizado investigaciones históricas para el Catálogo Nacional de Monumentos Históricos Inmuebles de Campeche, Yucatán y Chiapas, al igual que de alcaldías como Xochimilco, Iztacalco y Azcapotzalco. Ha participado en diversos eventos académicos nacionales e internacionales y actualmente difunde el patrimonio cultural de Xochimilco.
Sus investigaciones más relevantes son sobre la cultura xochimilca, donde abarca temas como arqueología, monumentos históricos, antropología, leyendas y tradiciones como la del Niñopa: símbolo de identidad cultural xochimilca. Haciendo mención a que los devotos del Niñopa se sienten identificados en lo individual y social, porque involucran sentimientos, emociones y tradiciones ancestrales.

## Colaboraciones
Peralta fue profesora de la Escuela Nacional de Antropología e Historia (1984, 1996-1998). Ha dado asesoría académica a instituciones del gobierno local y federal así como a comunidades. Ha dictaminado proyectos arqueológicos, arquitectónicos e históricos. Ha asesorado a numerosos estudiantes universitarios en sus proyectos de tesis e investigación. Estuvo comisionada por el arquitecto Raúl Delgado Lamas, coordinador nacional de Monumentos Históricos del INAH (2004-2005) para coordinar las acciones técnicas y académicas del proyecto UNESCO-Xochimilco. Ha estado becada por el Programa de Apoyo a Proyectos de Investigación e Innovación Tecnológica (PAPIT) de la Facultad de Filosofía y Letras, UNAM (1995-1996); por el Ministerio de Cultura de Venezuela y la Universidad Nacional Experimental Simón Rodríguez (2005); por la Unión Iberoamericana de Municipalistas y Stetson University, Florida, E.U. (2006); y por la Fundación Ortega y Gasset Argentina, (2011). En 2006, durante la gestión del biólogo Uriel González Monzón como delegado de Xochimilco, Peralta formó parte del Consejo Nacional de Fomento y Desarrollo Cultural de Xochimilco.

## Obras
Algunas que ha publicado Peralta como autora: 
- El canal, puente y garita de la Viga (2015)[4]
- Un panteón francés en la Ciudad de México (2015)[5]
- Levantamiento arquitectónico del conjunto conventual de San Bernardino de Siena Xochimilco, con la tecnología escáner Láser 3D[6]
- Xochimilco y su patrimonio cultural. Memoria viva de un pueblo lacustre. (2011)[4]
- Avatares del Centro Histórico de Xochimilco, México. (2005)[7]
- La hacienda de Santa Mónica. Tlalnepantla, Estado de México su historia y arquitectura.[8]
- El Centro Histórico de Xochimilco. Un espacio vulnerable, México.[9]
- Petición de lluvia y fertilidad de la tierra en el paisaje ritual Xochimilca[10]
- Hallazgos en el metro de la Ciudad de México. Arqueología y acervos. (1996)[11]
- Xochimilco y sus monumentos históricos (1992) Pórtico de la Ciudad de México, Instituto Nacional de Antropología e Historia